# Britta Norrby-Collinder
Birgitta Collinder, känd som Britta Norrby-Collinder, ogift Norrby, född 11 maj 1904 i Västra Ryds församling i Östergötlands län, död 3 november 1992 i Helga Trefaldighets församling i Uppsala, var en svensk sångerska (sopran). 
Britta Norrby-Collinder var dotter till affärsmannen Robert Norrby och Karin Berg. Denna släkt Norrby kommer från Östergötland. Hon studerade sång för Clary Morales i Stockholm och Tona Hermann i Wien 1932–1934. I Wien debuterade hon, och uppträdde för svensk publik första gången 1931, varefter hon anställdes vid Konsertföreningen. Hon gav konserter i Skandinavien, Tyskland, Österrike, Ungern, USA och Australien.
Norrby-Collinder var gift första gången 1935–1937 med kapellmästaren Alf Beckman (1900–1972) och fick sonen Jonas Beckman (1935–2002). Andra gången gifte hon sig 1940 med professor Björn Collinder (1894–1983) och fick sonen Per-Erik "Eje" Collinder (född 1943).